# Samuel Ekeme
Samuel Ekeme est un footballeur camerounais né le 12 juillet 1966 à Yaoundé.

## Biographie
Ce défenseur était international camerounais (32 sélections) et a participé à la Coupe du monde 1994. Il a terminé sa carrière aux États-Unis, chez les Hawaii Tsunami puis les Wizards de Kansas City en 1996.